# چاه بهرام (سیرجان)
چاه بهرام یک روستا در ایران است که در بخش مرکزی شهرستان سیرجان واقع شده‌است. چاه بهرام ۹۸ نفر جمعیت دارد.